# John Pelham (officier d'artillerie)
John Pelham (7 septembre 1838 – 18 mars 1863) est un officier d'artillerie de l'armée des États confédérés. Il sert dans le corps de cavalerie du général James Ewell Brown Stuart durant la guerre de Sécession.
Surnommé « The Gallant Pelham » pour son ardeur au combat et son courage, il donne à l'artillerie la mobilité en organisant le premier corps d'artillerie montée. Il est tué à l'âge de 24 ans lors de la bataille de Kelly's Ford, en Virginie.

## Jeunesse

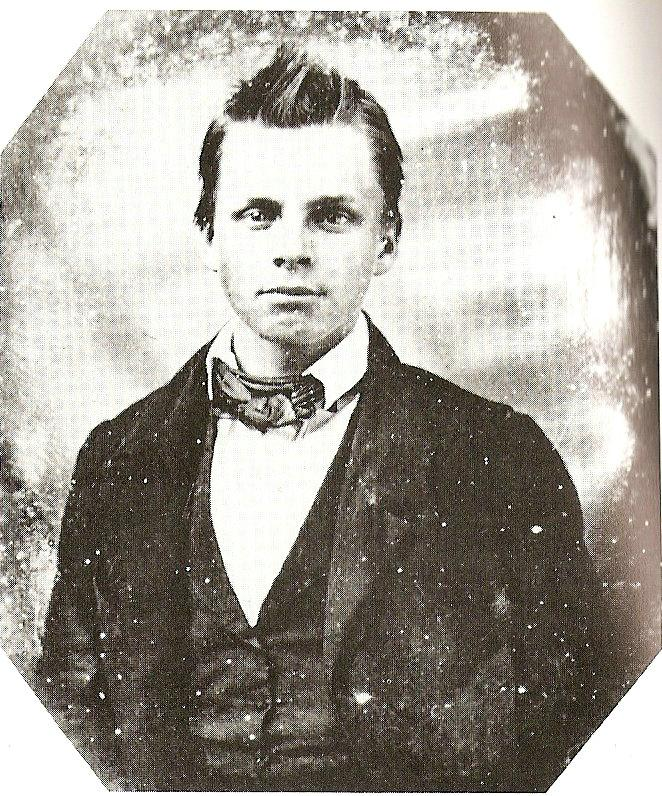
Pelham à l'âge de 16 ans. À noter sa ressemblance avec Arthur Rimbaud.

John est le troisième des sept enfants du Dr Pelham et de son épouse, née Mac Gehee. Il nait dans la propriété de ses grands-parents, sur les bords du Cane Creek ("Ruisseau des Roseaux"), un affluent de la rivière Tennessee, à proximité d'Alexandria, en Alabama. Il grandit dans cette plantation grande de 1000 acres (400 ha) et devient très tôt un excellent cavalier.
En 1856, le député Sampson Willis Harris fournit à John une lettre d'introduction et de recommandation (appuyée de plus par A. J. Walker) pour le directeur de l'Académie militaire de West Point.

## Pendant la guerre de Sécession
Dès 1860, les rumeurs d'une guerre approchant commencent à circuler. En 1861, John est en dernière année d'études et doit passer en juin ses examens de sortie de West Point. Il écrit à Jefferson Davis pour lui offrir ses services, tout en soulignant qu'il sacrifierait si nécessaire ses dernières semaines d'école, et ses chances d'obtenir le diplôme de sortie.
John Pelham démissionne donc de Académie militaire de West Point, juste avant ses examens de fin d'étude, pour prendre un poste d'officier dans la milice de son État, l'Alabama. Puis il passe en Virginie, et s'engage comme lieutenant d'artillerie dans l'armée de la Shenandoah de Joseph E. Johnston.

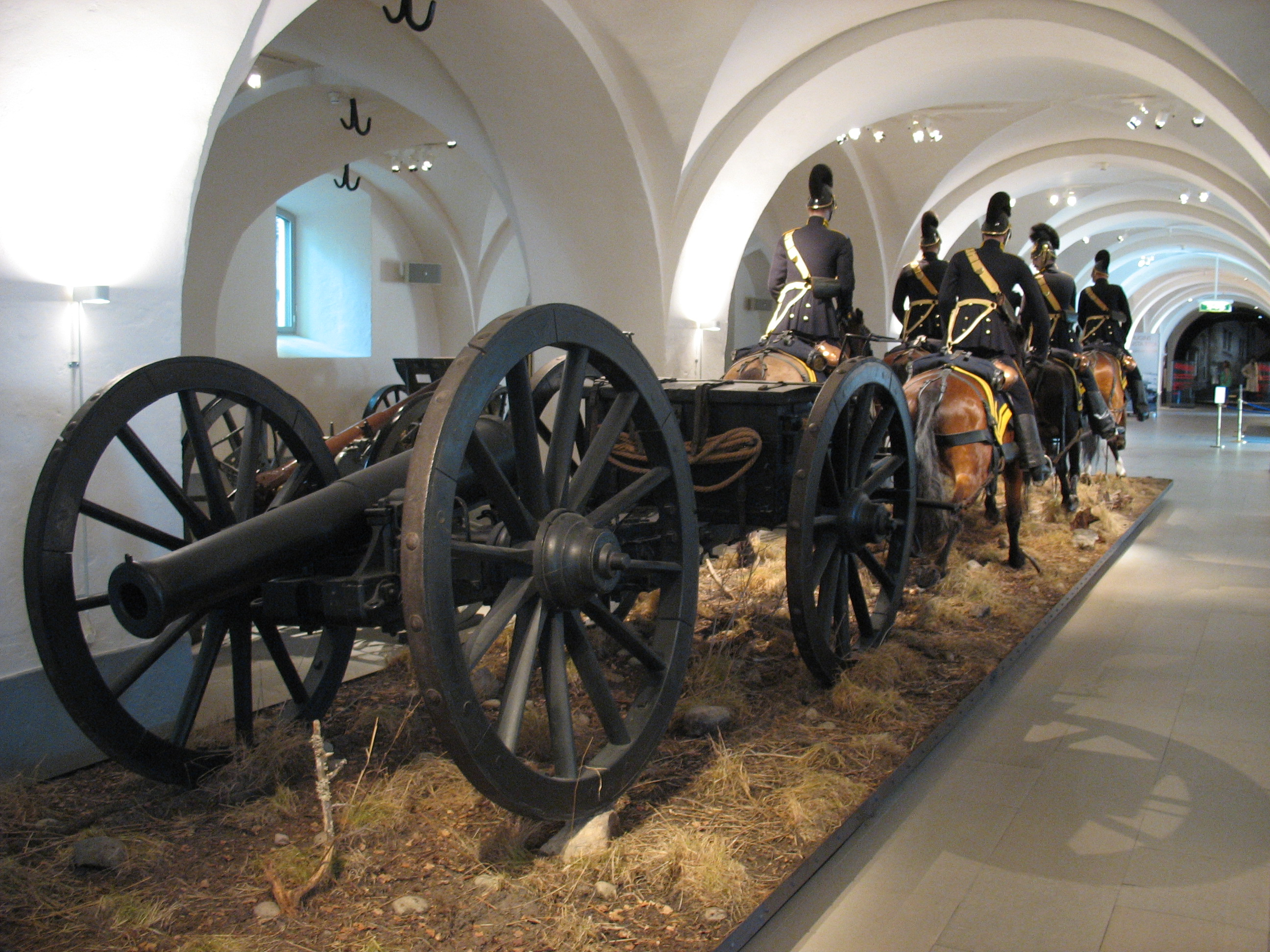
Reconstitution d'un attelage d'artillerie montée (ici de l'armée suédoise, vers 1850) : on voit nettement le canon sur ses grandes roues, le caisson à munitions, les artilleurs montés sur les chevaux qui assurent aussi la traction. Un modèle de caisson muni de banquettes pour les servants existait aussi, mais était moins rapide et mobile car plus large. Des cavaliers accompagnaient chaque batterie, qui sur terrain plat alignait 52 chevaux de front.

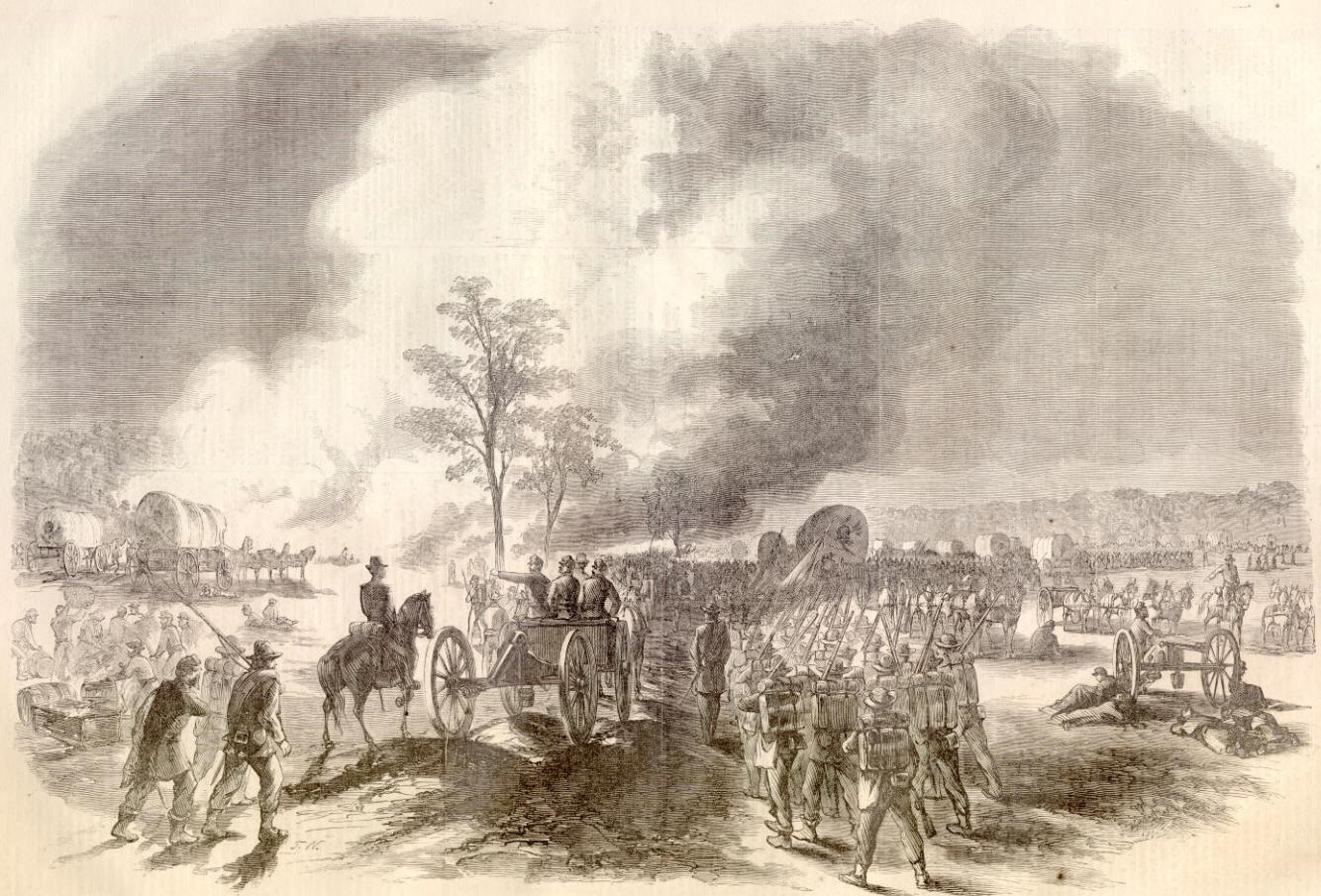
Après la bataille aussi meurtrière qu'indécise de Fair Oaks (ou Bataille de Seven Pines), livrée en vue de Richmond les 31 mai et 1er juin 1862, les troupes harassées se retirent. Un petit canon de la "flying artillery" (artillerie volante) suit le mouvement, précédé de son caisson à banquettes, avec ses servants assis côte à côte. Noter le seau pendu sous le timon.

Les batteries de Pelham, bien tenues et manœuvrant avec discipline, attirent l'attention du célèbre général de cavalerie Jeb Stuart. Il fournit des montures aux artilleurs, et Pelham se trouve alors à la tête d'une nouvelle formation : la « horse artillery » (artillerie montée), bien plus  mobile que l'artillerie conventionnelle.
Pelham participe à presque tous les grands engagements aux côtés de la cavalerie de Jeb Stuart : plus de soixante combats et raids en profondeur derrière les lignes fédérales, de la première bataille de Bull Run à la bataille de Kelly's Ford. Entre autres, il réussit le 26 décembre 1862 à faire traverser à ses batteries la rivière Occoquan, une rivière de Virginie du Nord, en crue au gué de Selectman's Ford, ce qui était considéré comme impossible.
Pelham se distingue particulièrement, comme commandant de l'artillerie de Stuart, lors de la bataille d'Antietam, et lors de la bataille de Fredericksburg.
À Antietam, les canons de Pelham, mis en batterie sur une petite colline appelée « Nicodemus Hill », écrasent les flancs des colonnes unionistes qui montaient à l'assaut, et les désorganisent. Stonewall Jackson cite Pelham dans son rapport, en écrivant : « Ce gamin a un courage terrible et un génie particulier. Avec un Pelham sur chacun de mes flancs, je pourrais battre n'importe quelle armée... ».
À Fredericksburg, Pelham positionne ses batteries bien en avant des lignes confédérées et canonne sans merci les troupes fédérales, bien qu'après plusieurs heures de tirs seulement deux de ses canons aient encore été en état de tirer. Il prend en enfilade les colonnes d'assaut de l'Armée du Potomac, et il casse leur avance, et permet aux Confédérés de repousser leurs attaques. Robert Lee cite dans son rapport officiel John Pelham pour son « unflinching courage », la vaillance sans faille dont il fait preuve alors que de nombreuses batteries unionistes concentraient leurs tirs sur sa position.

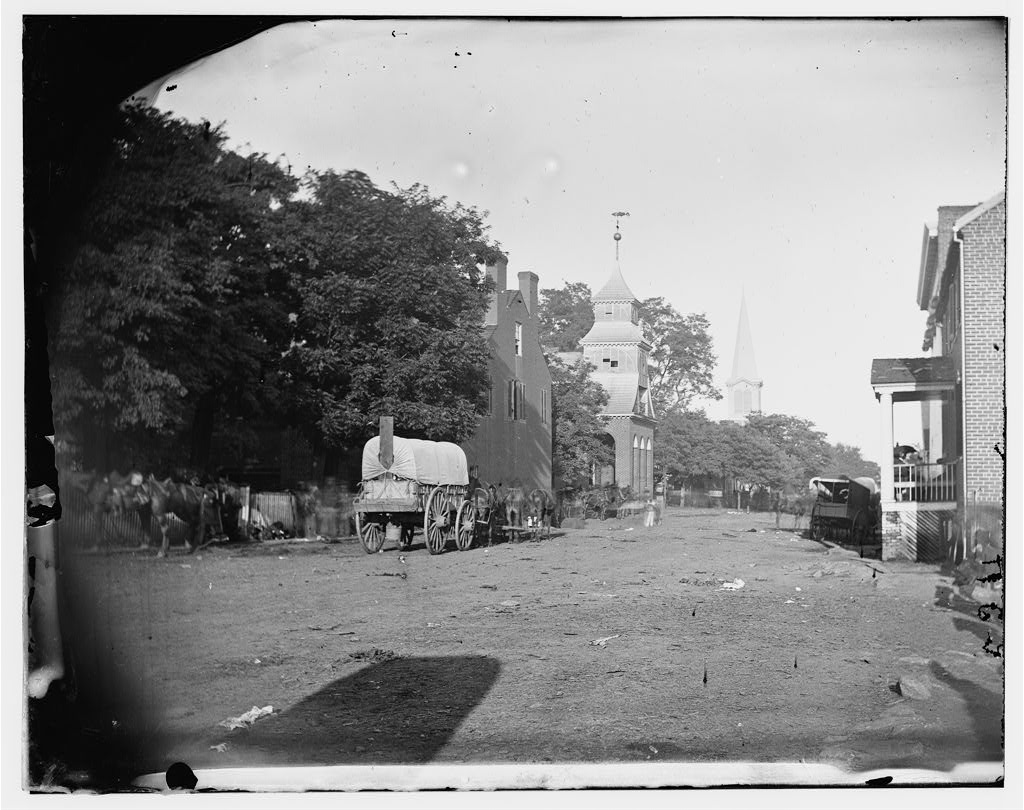
Le palais de justice de Culpeper, où the Gallant Pelham décède le 18 mars 1863.

Lors de la bataille de Kelly's Ford, le 17 mars 1863, la cavalerie unioniste, aidée de plusieurs batteries d'artillerie, franchit le gué sur le Rappahannock près de Culpepper (la petite ville de  Culpeper est un point stratégique situé à exacte distance de Washington et de la capitale confédérée, Richmond) et Lee envoie 800 hommes à leur rencontre. Jeb Stuart et John Pelham, qui se trouvent à Culpepper car une cour martiale s'y tenait, galopent eux aussi vers le gué. Ils arrivent alors que, pour la première fois, un régiment de cavalerie sudiste se débande : le second régiment de Virginie lâchait pied devant des forces unionistes deux fois supérieures, de plus appuyées par une puissante  artillerie.

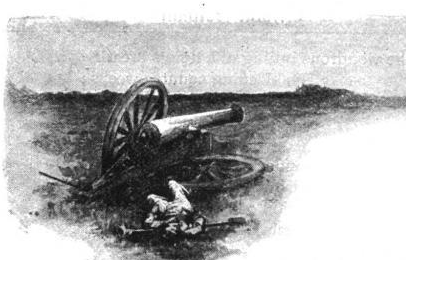
Le dormeur du val. En 1889, 13 ans après sa mort, le jeune et beau major est devenu une icône.

Les hommes de Lee se rassemblent et retournent au combat, chargeant de front et en ligne. Pelham en tête, les cavaliers des troisième et cinquième régiments de Virginie galopent le long d'un muret de pierre pour y trouver un passage. Le jeune homme trouve une entrée dans le mur, et dressé sur ses étriers, appelle les soldats et leur fait signe de venir vers lui. Il est alors touché à la tête par les shrapnels d'un obus qui éclate au-dessus de lui.
Pendant que les confédérés repoussent les nordistes par un feu nourri de leurs armes, puis sont à nouveau obligés de reculer devant leurs charges, le blessé est transporté au Palais de Justice de Culpeper. Il meurt le lendemain sans avoir repris conscience. Les fédéraux s'étaient retirés le soir même du champ de bataille de Kelly's Ford, sans exploiter le premier succès de leur cavalerie sur les fameux cavaliers gris.
Jeb Stuart lit le 20 mars 1863 le panégyrique de John Pelham et se fait représenter par son ami le major Heros von Borcke, le fameux dragon prussien, aux funérailles solennelles qui ont lieu à Richmond.
Le major Harry Gene Beck III, ami et compagnon de bivouac de John Pelham, le décrit comme « le garçon le plus brave que j'aie jamais rencontré ».

## Héritage
Le Sénat confédéré approuve la promotion proposée par Lee : Pelham est nommé lieutenant-colonel à titre posthume. Son corps reçoit une sépulture au cimetière civil de Jacksonville, en Alabama. Une statue est érigée en son honneur dans le centre de Jacksonville en 1905.
En 1863, Jeb Stuart donne à son troisième enfant les prénoms de  « Virginia Pelham, ».
En 1894, le poète Larry Maffit Jr. lui dédie un poème.
En 1901, un portrait de Pelham est exposé, avec ceux d'autres officiers confédérés à Alexandria, en Virginie, et Joseph Wheeler lit un discours à cette occasion, et cite le "Gallant Pelham".
En 1907, un des éperons de Pelham est jeté dans le moule où fut fondue la cloche appelée Pocahontas, avant la grande exposition de Jamestown.
La « John Pelham Historical Association » préserve la mémoire du jeune artilleur, dont le nom figure depuis 1955 au Alabama Hall of Fame.
Les villes de Pelham en Alabama, en Géorgie et dans les Carolines sont nommées en son honneur.
Plusieurs camps de l'artillerie américaine ont reçu le nom de John Pelham.